# 김기범 (1966년)
김기범(金起範, 1966년 1월 10일, 경상남도 통영시 ~ )는 대한민국의 제4·5대 부산광역시 금정구의원이자, 제6대 부산광역시의원이다.

## 학력
- 철성고등학교 졸업
- 동의대학교 화학과 졸업
- 부산대학교 행정대학원 행정학 석사 졸업

## 경력
- 동의대학교 자연과학대학 학생회장
- 동의대학교 총동창회 이사
- 김진재 국회의원 비서관
- 동의대학교 도시환경연구소 연구위원
- 금정구 민주평화통일협의회 자문위원
- 부곡2동 주민자치위원회 고문
- 사단법인 금정구 청년연합회 자문위원
- 부곡초등학교 학부모 운영위원
- 한나라당 부산시당 청년위원회 부위원장
- 2004.10 ~ 2006.06 제4대 부산광역시 금정구의회 의원
- 2004.10 ~ 2006.06 제4대 부산광역시 금정구의회 후반기 기획총무위원회 위원
- 2004.10 ~ 2006.06 제4대 부산광역시 금정구의회 후반기 예산결산위원회 간사
- 2006.07 ~ 2010.04 제5대 부산광역시 금정구의회 의원
- 2006.07 ~ 2008.07 제5대 부산광역시 금정구의회 전반기 의회운영위원회 위원장
- 2006.07 ~ 2008.07 제5대 부산광역시 금정구의회 전반기 사회도시위원회 위원
- 2006.07 ~ 2008.07 제5대 부산광역시 금정구의회 전반기 예산결산위원회 위원
- 2008.03.19 한나라당 탈당
- 2009.02.02 한나라당 복당
- 2008.07 ~ 2010.04 제5대 부산광역시 금정구의회 후반기 기획총무위원회 위원
- 2008.07 ~ 2010.04 제5대 부산광역시 금정구의회 후반기 예산결산위원회 간사
- 한나라당 금정구 당원협의회 운영위원
- 그정구 민주평화통일협의회 자문위원
- 금정구 생활체육회 이사
- 경주김씨 부산종친회 이사
- 국민건강보험공단 금정지사 자문위원
- 동의대학교 총동문회 부회장
- 두실초등학교 운영위원회 위원장
- 한나라당 부산시당 상임 부대변인
- 2010.07 ~ 2014.06 제6대 부산광역시의회 의원
- 2010.07 ~ 2012.07 제6대 부산광역시의회 전반기 기획재경위원회 간사
- 2010.07 ~ 2012.07 제6대 부산광역시의회 전반기 운영위원회 위원
- 2012.07 ~ 2014.06 제6대 부산광역시의회 후반기 기획재경위원회 위원
- 2012.07 ~ 2014.06 제6대 부산광역시의회 후반기 운영위원회 위원
- 2012.07 ~ 2014.06 제6대 부산광역시의회 후반기 예산결산위원회 부위원장
- 새누리당 세계시민아카데미 부원장
- 2014.09.16 부산외국어대학교 교수 임명
- 국민의힘 부산광역시당 윤리위원회 위원장

## 역대 선거 결과
|  | 53.1% |

|  | 42.88% |

|  | 51.47% |